# Csaba Deseő

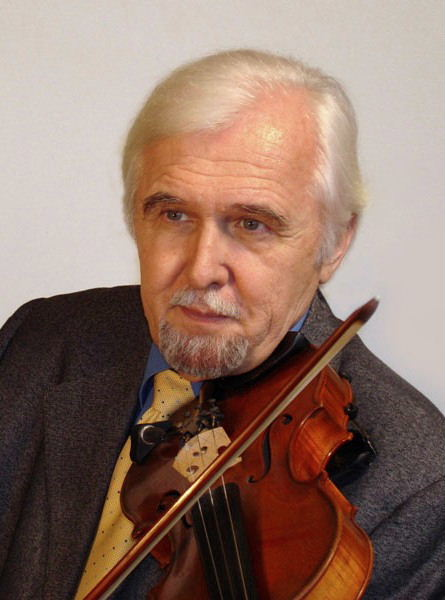
El violinista húngaro de jazz Csaba Deseő

Csaba Deseő (* 15 de febrero de 1939 en Budapest) es un violinista y viola húngaro especializado en la música de jazz.

## Biografía
Csaba Deseő nació en Budapest, hijo de una profesora de violín. A los diez años comienza con la práctica de este instrumento, realizando posteriormente estudios en el Conservatorio Béla-Bartók en donde se diploma en 1961.
En 1967 entra a formar parte de la Orquesta Filarmónica Nacional de Hungría (Magyar Állami Hangversenyzenekar) donde permanece hasta 1999. En el periodo en el que la orquesta tuvo como director artístico a Janos Ferencsik y Ken-Ichiro Kobayashi, actuó con esta formación en conciertos en Hungría y numerosos países, desde Japón hasta los Estados Unidos. Algunos de los solistas y directores con los que actuó en este periodo son Antal Doráti, Sir George Solti, Leonard Bernstein, Claudio Abbado, Lorin Maazel, Riccardo Muti, Lamberto Gardelli, Giuseppe Patane, Christoph von Dohnanyi, Adam Fischer, Yehudi Menuhin, David Óistraj, Sviatoslav Richter y Mstislav Rostropóvich.
La carrera jazzística de Deseő comenzó en 1963 en el legendario Dalia Club de Budapest, donde se presentó con su primer combo. Desde 1964 interviene con su cuarteto regularmente en conciertos y apariciones de radio y televisión. Su carrera internacional comienza en 1966 con la actuación en el Bled Jazz Festival de la entonces Yugoslavia. Ese mismo año es invitado con su cuarteto al Festival Internacional de Praga, así como al Festival Jazz Jamboree de Varsovia junto al guitarrista Andor Kovács.
Su primer LP propio se publica en 1975 en la República Federal de Alemania con el sello Musik Produktion Schwarzwald (MPS). En Four String Tschaba tocó el violín y la viola con la élite de la escena jazzística de Alemania en ese momento, formada por músicos alemanes, suecos e ingleses. La mayoría de los temas fueron escritos por el pianista Dieter Reith, que también hizo los arreglos del disco. Desde entonces ha grabado 4 LPs y 6 CDs con músicos húngaros y extranjeros.
En 1975 conoce al vibrafonista Boško Petrović, de Zagreb, con el que tocó regularmente hasta el fallecimiento de éste. Otro músico de jazz de la antigua Yugoslavia con el que colaborará es el guitarrista, también croata, Damir Dičić. También, desde los años 70, actúa a menudo con las formaciones de Walter Kurowski en Alemania, principalmente en el Ruhrgebiet.
Deseő ha trabajado, desde 1980, con diferentes formaciones. En los últimos años actúa, principalmente con músicos jóvenes de Budapest, especialmente con el trío del guitarrista István Gyárfás, así como con el pianista Gábor Cseke. Como solista invitado realizó numerosos conciertos con la Banda de Dixie de Sándor Benkó y la Banda de Ragtime de Budapest.
A lo largo de su carrera ha ido actuando también con grandes personalidades internacionales del jazz como Jean-Luc Ponty, John Lewis, Jiggs Whigham, Martin Drew, Dusko Goykovich, Tony Lakatos, Gábor Szabó, Tommy Vig y Aladár Pege.
Csaba Deseő trabaja, además, en la redacción de la revista especializada húngara Gramofon.

## Discografía jazzística
| Título                                      | Año  | Sello             |
| ------------------------------------------- | ---- | ----------------- |
| FOUR STRING TSCHABA                         | 1975 | MPS               |
| ULTRAVIOLA                                  | 1977 | HUNGAROTON        |
| BLUE STRING                                 | 1984 | HUNGAROTON        |
| HOT CLUB BUDAPEST (Felhök con Andor Kovács) | 1985 | HUNGAROTON        |
| THE SWINGING VIOLIN (con Boško Petrović)    | 1993 | JAZZETTE – ZAGREB |
| MAGIC VIOLIN                                | 1995 | PANNON JAZZ       |
| SOMETHING NEW, SOMETHING OLD                | 1997 | PANNON JAZZ       |
| KEEP COOL                                   | 2000 | PANNON JAZZ       |
| FUNKY VIOLIN (recopilación)                 | 2001 | HUNGAROTON        |
| TALE (con István Gyárfás Trío)              | 2003 | DRUM-ART RECORDS  |

## Enlaces a la red
- MySpace

- BMC Info Site